# Kielgasten (film)
|  | Denne artikel er oprettet af botten PalnaBot ud fra en ekstern database. Den kan derfor have sproglige fejl eller mangler. Denne skabelon kan fjernes efter kontrol af indholdet. |

Kielgasten er en dansk musikfilm fra 1990, der er instrueret af Per Møller Nielsen efter manuskript af Erik Clausen, Peter Ingemann og Kim Larsen. Filmen er optaget på Privat Teatret i København. Kielgasten blev spillet i 1989-1990 og er opkaldt efter Kim Larsens album af samme navn.

## Handling
Denne artikel mangler et handlingsreferat. Hjælp os med at skrive det.

## Medvirkende
- Kim Larsen som Butcher
- Erik Clausen som Klovnen Bernardi
- Ann Hjort som Pianomand
- Allan Olsen som Sultekunstneren
- Leif Sylvester Petersen som General Guldfinger
- Annika Hoydal
- Peter Vilhelm Sørensen
- Stig Frederik